# SM UC-6
SM UC-6 – niemiecki podwodny stawiacz min z okresu I wojny światowej, szósty w kolejności okręt podwodny typu UC I. Zwodowany 20 czerwca 1915 roku w stoczni Vulcan w Hamburgu, został przyjęty do służby w Kaiserliche Marine 24 czerwca 1915 roku. W trakcie służby operacyjnej SM UC-6 odbył 89 patroli bojowych, podczas których postawił zagrody minowe, na których zatonęły 54 statki o łącznej pojemności 63 319 BRT i jeden okręt o wyporności 810 ton. Skutkiem wpłynięcia na postawione przez UC-6 miny uszkodzenia odniosło osiem statków o łącznej pojemności 33 104 BRT oraz jeden okręt o wyporności 810 ton. SM UC-6 zatonął 27 września 1917 roku, prawdopodobnie po wejściu na minę w estuarium Tamizy.

## Projekt i budowa
Sukcesy pierwszych niemieckich U-Bootów na początku I wojny światowej (m.in. zatopienie brytyjskich krążowników pancernych HMS „Aboukir”, „Hogue” i „Cressy” przez U-9) skłoniły dowództwo Cesarskiej Marynarki Wojennej z admirałem von Tirpitzem na czele do działań mających na celu budowę nowych typów okrętów podwodnych. Doceniając też wagę wojny minowej, 9 października 1914 roku ministerstwo marynarki zatwierdziło projekt małego podwodnego stawiacza min opracowanego przez Inspektorat Torped pod kierunkiem dr Wernera, oznaczonego później jako typ UC I.
Przyszły UC-6 zamówiony został 23 listopada 1914 roku jako szósty z serii 15 okrętów typu UC I (numer projektu 35a, nadany przez Inspektorat U-Bootów), w ramach wojennego programu rozbudowy floty. Pierwsze 10 jednostek typu, w tym UC-6, zostało zbudowanych w stoczni Vulcan w Hamburgu. Stocznia, nie mając wcześniej doświadczenia w budowie okrętów podwodnych, oszacowała czas budowy okrętu na 5-6 miesięcy, i aby dotrzymać tego terminu musiała wstrzymać budowę torpedowców. UC-6 otrzymał numer stoczniowy 50 (Werk 50). Okręt został zwodowany 20 czerwca 1915 roku.

## Dane taktyczno-techniczne
UC-6 był niewielkim, przybrzeżnym okrętem podwodnym o konstrukcji jednokadłubowej, którego koncepcja oparta była na projekcie jednostek typu UB I. Długość całkowita wynosiła 33,99 metra, szerokość 3,15 metra i zanurzenie 3,04 metra. Wysokość (od stępki do szczytu kiosku) wynosiła 6,3 metra. Wyporność w położeniu nawodnym wynosiła 168 ton, a w zanurzeniu 183 tony. Jednostka posiadała zaokrąglony dziób oraz cylindryczny kiosk o średnicy 1,3 m, obudowany opływową osłoną, a do jej wnętrza prowadziły dwa luki: jeden w kiosku i drugi w części rufowej, prowadzący do pomieszczeń załogi. Okręt napędzany był na powierzchni przez 6-cylindrowy, czterosuwowy silnik Diesla Daimler RS166 o mocy 90 koni mechanicznych (KM), a pod wodą poruszał się dzięki silnikowi elektrycznemu SSW o mocy 175 KM. Poruszający jedną trójłopatową, wykonaną z brązu śrubą (o średnicy 1,8 m i skoku 0,43 m) układ napędowy zapewniał prędkość 6,2 węzła na powierzchni i 5,22 węzła w zanurzeniu (przy użyciu na powierzchni silnika elektrycznego okręt był w stanie osiągnąć 7,5 węzła). Zasięg wynosił 780 Mm przy prędkości 5 węzłów w położeniu nawodnym oraz 50 Mm przy prędkości 4 węzłów pod wodą. Okręt zabierał 3,5 tony oleju napędowego, a energia elektryczna magazynowana była w akumulatorach składających się ze 112 ogniw, o pojemności 4000 Ah, które zapewniały 3 godziny podwodnego pływania przy pełnym obciążeniu.
Okręt posiadał dwa wewnętrzne zbiorniki balastowe. Dopuszczalna głębokość zanurzenia wynosiła 50 metrów, a czas zanurzenia 23-36 s. Okręt nie posiadał uzbrojenia torpedowego ani artyleryjskiego, przenosił natomiast w części dziobowej 12 min kotwicznych typu UC/120 w sześciu skośnych szybach minowych o średnicy 100 cm, usytuowanych jeden za drugim w osi symetrii okrętu, pod kątem do tyłu (sposób stawiania – „pod siebie”). Układ ten powodował, że miny trzeba było stawiać na zaplanowanej przed rejsem głębokości, gdyż na morzu nie było do nich dostępu (także zapalniki min trzeba było montować jeszcze przed wypłynięciem, co nie było rozwiązaniem bezpiecznym i stało się przyczyną zagłady kilku jednostek tego typu). Uzbrojenie uzupełniał jeden karabin maszynowy z zapasem amunicji wynoszącym 150 naboi. Okręt posiadał jeden peryskop Zeissa. Wyposażenie uzupełniała kotwica grzybkowa o masie 136 kg. Załoga okrętu składała się z 1 oficera (dowódcy) oraz 13 podoficerów i marynarzy.

## Przebieg służby

### 1915 rok
SM UC-6 został wcielony do służby w Cesarskiej Marynarce Wojennej 24 czerwca 1915 roku. Tego dnia por. mar. Matthias Graf von Schmettow został mianowany pierwszym dowódcą U-Boota, a okręt włączono do Flotylli Flandria w dniu 31 lipca. Pierwszą ofiarą postawionych przez okręt min był brytyjski uzbrojony trawler HMT „Worsley” (309 ts), który zatonął 14 sierpnia w okolicy Aldeburgh ze stratą jednego członka załogi. Identyczny los spotkał dwa dni później inny uzbrojony trawler HMT „Japan” (205 ts), który został zniszczony w estuarium Tamizy (śmierć poniosło pięciu marynarzy). 25 sierpnia na pozycji 52°09′N 1°39′E/52,150000 1,650000 zatonął zbudowany w 1903 roku szwedzki parowiec „Disa” (788 BRT), płynący z ładunkiem soli z Londynu do Härnösand. Kolejny uzbrojony trawler zatonął na pochodzącej z UC-6 minie 28 sierpnia, a był nim wypierający 295 ts HMT „Dane” (w okolicy Aldeburgh, zginęło 5 marynarzy). Następnego dnia w okolicy Yarmouth ze stratą 2 ludzi zatonął brytyjski parowiec „Sir William Stephenson” (1540 BRT), transportujący drobnicę z Tyne do Londynu. Druga połowa września była dla UC-6 jeszcze bardziej udana, gdyż na miny postawione przez okręt weszło aż 7 jednostek, z czego 5 zatonęło. 16 września w okolicy Kingsdown zatonął brytyjski parowiec „Africa” (1038 BRT), wiozący drobnicę z Londynu do Boulogne (zginęło 2 marynarzy); dwa dni później na wschód od Dover zniszczony został uzbrojony trawler HMT „Lydian” (244 ts) – śmierć poniosło 8 osób. Więcej szczęścia miał nowy brytyjski tankowiec „San Zeferino” (6430 BRT), płynący z Puerto Mexico do Sheerness z ładunkiem ropy naftowej, który w tym samym dniu został uszkodzony na minie u ujścia Tamizy (ze stratą 2 członków załogi). 20 września bez strat w ludziach w okolicy Aldeburgh zatonął natomiast zbudowany w 1906 roku brytyjski parowiec „Horden” (1434 BRT), płynący pod balastem z Londynu do Hartlepool, a 3 dni później w estuarium Tamizy identyczny los spotkał brytyjski parowiec „Groningen” (988 BRT), przewożący drobnicę na trasie Harlingen – Londyn (zginął 1 marynarz). 24 września na tym samym akwenie zatonął zbudowany w 1911 roku kuter HMD „Great Heart” (78 ts), na którym życie straciło 8 osób, natomiast 27 września w tej samej okolicy na minę wszedł brytyjski parowiec „Nigretia” (3187 BRT), płynący z ładunkiem węgla z Hull do Rouen, który jednak uratowano osadzając na mieliźnie. Pierwszym październikowym sukcesem UC-6 było zatonięcie na wschód od Harwich francuskiego uzbrojonego trawlera „Alose” (214 ts), na którym poległo 12 marynarzy (5 października). 18 października uszkodzeń na minie doznał w tym samym miejscu brytyjski parowiec „Aleppo” (3870 BRT), przewożący zboże i drobnicę z Aleksandrii do Hull – statek osiadł na mieliźnie, skąd go później ściągnięto (nikt nie zginął). Mniej szczęścia miał tego samego dnia nowy norweski parowiec „Salerno” (2431 BRT), przewożący drobnicę, pocztę i pasażerów z Tyne do Santos – statek zatonął u ujścia Tamizy bez strat w ludziach. Trzy dni później, na wschód od Clacton-on-Sea (na pozycji 51°47′N 1°31′E/51,783333 1,516667), zatonął zbudowany w 1909 roku brytyjski parowiec „Monitoria” (1904 BRT), płynący z ładunkiem węgla z Humber do Londynu (cała załoga została uratowana). Szczęśliwym dla załogi okrętu podwodnego dniem był ostatni dzień października 1915 roku, kiedy to na postawionych przez niego minach zatonęły 4 jednostki: zbudowany w 1880 roku jacht HMY „Aries” (268 ts), na pozycji 51°00′N 1°24′E/51,000000 1,400000 (śmierć poniosło 22 członków załogi); przewożący węgiel z Shields do Rouen norweski parowiec „Eidsiva” (1092 BRT), na wschód od Dover (bez strat w ludziach); zbudowany w 1907 roku uzbrojony trawler HMT „Othello II” (206 ts), także na wschód od Dover (zginęło 9 członków załogi) oraz – w tym samym miejscu – brytyjski parowiec „Toward” (1218 BRT), przewożący drobnicę z Londynu do Belfastu (bez strat w ludziach). 3 listopada, 4 mile na wschód od latarni Orfordness, ze stratą 2 ludzi zatonął na minie mały brytyjski parowiec „Friargate” (264 BRT), przewożący ił z Londynu do Middlesbrough. 12 listopada kolejną ofiarą postawionych przez UC-6 min stał się nieopodal Boulogne mały brytyjski parowiec „Moorside” (311 BRT), płynący z ładunkiem węgla z Leith do Francji (na pokładzie poległo 8 członków załogi wraz z kapitanem). Tego dnia zatonął też (w tym samym miejscu) zbudowany w 1903 roku brytyjski parowiec „Nigel” (1400 BRT), płynący z Newhaven do Boulogne (ze stratą 5 ludzi). Były to ostatnie sukcesy załogi UC-6 w 1915 roku.

### 1916 rok
Pierwsze zatopienie spowodowane minami postawionymi przez UC-6 w 1916 roku miało miejsce 12 stycznia, kiedy to w Cieśninie Kaletańskiej zatonął nowy brytyjski parowiec „Traquair” (1067 BRT), przewożący węgiel z Leith do Dunkierki (bez strat w ludziach). Na kolejny sukces trzeba było czekać miesiąc: 12 lutego zatonął zbudowany w 1891 roku „Leicester” (1001 BRT), płynący z ładunkiem drobnicy z Portsmouth do Cromarty (Szkocja), na którym zginęło 17 członków załogi (na pozycji 51°04′N 1°15′E/51,066667 1,250000). 21 lutego los ten spotkał uzbrojony trawler HMT „Carlton” (267 ts), który ze stratą 9 ludzi zatonął na pozycji 51°03′N 1°15′E/51,050000 1,250000. Trzy dni później na wschód od Grimsby zatonął francuski parowiec „Trignac” (2375 BRT), płynący pod balastem z Nantes do Newcastle(cała załoga została uratowana). W ostatnich dwóch dniach lutego na minach postawionych przez okręt zatonęły 4 brytyjskie jednostki: parowiec „Empress Of Fort William” (2181 BRT), płynący z ładunkiem węgla z South Shields do Dunkierki (na pozycji 51°05′00″N 1°19′30″E/51,083333 1,325000); duży, zbudowany w 1911 roku statek pasażerski „Maloja” (12 431 BRT), płynący z Londynu do Bombaju, na pozycji 51°05′N 1°19′E/51,083333 1,316667 (w katastrofie zginęło 122 osoby); uzbrojony trawler HMT „Angelus” (304 ts), który ze stratą 2 ludzi zatonął na pozycji 51°05′30″N 1°18′20″E/51,091667 1,305556 oraz uzbrojony trawler HMT „Weigelia” (262 ts), który został zniszczony na pozycji 51°08′30″N 1°27′30″E/51,141667 1,458333 (ze stratą 1 członka załogi). 4 marca nieopodal Dover na minę wszedł uzbrojony trawler HMT „Flicker” (192 ts) – wraz z okrętem zginęło 14 marynarzy. Identyczny los spotkał 23 marca uzbrojony trawler HMT „Corona” (212 ts), który zatonął na wschód od Ramsgate ze stratą 13 ludzi (na pozycji 51°08′50″N 1°25′00″E/51,147222 1,416667). W tym samym dniu na pozycji 51°01′50″N 1°11′30″E/51,030556 1,191667 na minę wszedł i zatonął brytyjski parowiec „Sea Serpent” (902 BRT), płynący z ładunkiem galwanizowanych płyt falistych z Liverpoolu do Dunkierki (na pokładzie poniosło śmierć 14 członków załogi wraz z kapitanem). 24 marca szczęście miała załoga pływającego na trasie Falmouth – Kopenhaga z ładunkiem drobnicy, soli i tytoniu duńskiego parowca „Christianssund” (1017 BRT), który zatonął na minie nieopodal Folkestone (na pozycji 51°01′30″N 1°11′20″E/51,025000 1,188889) – wszyscy zostali uratowani. Także bez strat w ludziach i w tym samym miejscu 26 marca zatonął zbudowany w 1913 roku brytyjski parowiec „Saint Cecilia” (4411 BRT), płynący z ładunkiem drobnicy z Portland do Londynu. Kolejny sukces załoga UC-6 odniosła 7 kwietnia, kiedy to na pozycji 51°01′N 1°10′E/51,016667 1,166667 na minie zatonął brytyjski parowiec „Halcyon” (1319 BRT), przewożący drobnicę na trasie Bordeaux – Londyn (nikt nie zginął). Tydzień później (14.04) nieopodal Folkestone ze stratą 2 ludzi zatonął brytyjski parowiec „Shenandoah” (3886 BRT), płynący z ładunkiem drobnicy z Halifax do Londynu (na pozycji 51°01′40″N 1°12′30″E/51,027778 1,208333). Następnymi ofiarami postawionych przez UC-6 nieopodal Dunkierki min były dwa francuskie uzbrojone trawlery: „Estafette” (267 ts), który ze stratą 8 członków załogi zatonął 21 kwietnia na pozycji 51°02′N 2°11′E/51,033333 2,183333 oraz „Saint Corentin” (216 ts), który zatonął 29 kwietnia 900 m od portu w Dunkierce na pozycji 51°04′N 2°11′E/51,066667 2,183333 (zginęło 11 marynarzy).
5 maja 1916 roku nastąpiła zmiana dowódcy okrętu – Matthias Graf von Schmettow został zastąpiony przez por. mar. Ottona Ehrentrauta. W międzyczasie, 16 maja na minę postawioną w trakcie wcześniejszych misji wszedł zbudowany w 1902 roku holenderski parowiec pasażerski „Batavier V” (1569 BRT), kursujący na trasie Londyn – Rotterdam, który zatonął na wschód od Felixstowe na pozycji 51°58′00″N 1°57′45″E/51,966667 1,962500. Pierwszy sukces pod nowym dowódcą UC-6 miał miejsce 26 maja, kiedy to u wybrzeży Holandii zatonęła duża belgijska barka „Volharding” (1000 BRT). 1 czerwca nieopodal Winterton bez strat w ludziach zatonął niewielki norweski parowiec „Excellenz Mehnert” (646 BRT), płynący z ładunkiem drewna z Drammen do Gravesend (na pozycji 52°42′N 2°02′E/52,700000 2,033333), a 8 czerwca na tym samym akwenie mina zniszczyła uzbrojony trawler HMT „Kaphreda” (245 ts), który zatonął na wschód od Corton ze stratą 6 ludzi (na pozycji 52°31′45″N 1°50′00″E/52,529167 1,833333). 19 czerwca ofiarą min UC-6 padły dwie jednostki: brytyjski latarniowiec „Corton”, który zatonął na pozycji 52°31′N 1°50′E/52,516667 1,833333 na wschód od Corton (zginęło 5 członków załogi) oraz francuski trawler „Saint Jacques” (72 ts), który zatonął na postawionym jeszcze w maju polu minowym nieopodal Hawru. 21 czerwca na pozycji 52°39′N 2°10′E/52,650000 2,166667 zatonął bez strat w załodze stary (zbudowany w 1884 roku) holenderski parowiec „Otis Tarda” (759 BRT), płynący z ładunkiem drobnicy z Rotterdamu do Goole, a dwa dni później jego los podzielił brytyjski parowiec „Burma” (706 BRT), płynący pod balastem z Londynu do Goole, na pokładzie którego zginęło 7 marynarzy (na pozycji 52°08′30″N 1°45′30″E/52,141667 1,758333). 27 czerwca na wschód od Aldeburgh (na pozycji 52°06′30″N 1°51′20″E/52,108333 1,855556) zatonął na minie zbudowany w 1913 roku holenderski parowiec „Waalstroom” (1441 BRT), płynący z ładunkiem drobnicy na trasie Swansea – Amsterdam. Ostatnim czerwcowym sukcesem załogi okrętu było zniszczenie nowego uzbrojonego trawlera HMT „Hirose” (275 ts), który ze stratą 10 marynarzy zatonął nieopodal Aldeburgh (na pozycji 52°08′10″N 1°42′20″E/52,136111 1,705556). Kolejne zatopienie UC-6 miało miejsce 7 lipca, kiedy to na tym samym akwenie (na pozycji 52°05′N 1°53′E/52,083333 1,883333) wszedł na minę brytyjski parowiec „Gannet” (1127 BRT), płynący z ładunkiem drobnicy z Rotterdamu do Londynu (w katastrofie zginęło 8 członków załogi). Trzy dni później nieopodal Pakefield w ten sam sposób zakończył swoją służbę brytyjski parowiec „Kara” (2338 BRT), płynący pod balastem z Rouen do South Shields (obyło się bez strat w ludziach). Jedynym wrześniowym sukcesem (3.09) było zatopienie w okolicy Southwold (na pozycji 52°15′N 1°50′E/52,250000 1,833333) brytyjskiego parowca „Mascotte” (1097 BRT), przewożącego drobnicę z Rotterdamu do Leith, na którego pokładzie śmierć poniósł 1 marynarz.
6 września 1916 roku doszło do kolejnej zmiany dowódcy okrętu, którym został por. mar. Paul Günther. Jedynym sukcesem nowego dowódcy było zatonięcie na Morzu Północnym 2 października niewielkiego kutra HMD „Girl Eva” (76 ts), na którym straciło życie 7 osób.
5 listopada 1916 roku nowym dowódcą okrętu został por. mar. Werner von Zerboni di Sposetti. Na pierwszy sukces nowy dowódca musiał czekać do 29 grudnia, kiedy to na postawione przez UC-6 miny weszły trzy brytyjskie jednostki, z których dwie zatonęły: zbudowany w 1912 roku parowiec „Lonada” (1286 BRT), płynący z ładunkiem węgla na trasie Tyne – Londyn (zatonął w estuarium Tamizy ze stratą 6 ludzi) oraz dwa bocznokołowe trałowce typu Ascot, o wyporności 810 ts: HMS „Ludlow” (zatonął na pozycji 51°51′N 1°20′E/51,850000 1,333333, tracąc 6 członków załogi) i HMS „Totnes”, który doznał uszkodzeń na tej samej pozycji (nikt nie zginął).

### 1917 rok
Pierwszy sukces w 1917 roku został odniesiony 10 lutego, a było nim zestrzelenie z karabinu maszynowego francuskiego samolotu (oznaczonego E.B.H. 412), którego załogę wzięto do niewoli. 22 lutego na minie postawionej przez UC-6 został uszkodzony duży brytyjski tankowiec „Ashtabula” (7025 BRT), płynący z Port Arthur do Londynu (obyło się bez strat w ludziach). 31 marca na wschód od Felixstowe (na pozycji 51°57′30″N 1°48′30″E/51,958333 1,808333) postawiona przez UC-6 mina zniszczyła kuter HMD „Forward III” (89 ts), na którym straciło życie 10 osób. Więcej szczęścia miał zbudowany w 1912 roku brytyjski tankowiec „Lumina” (5856 BRT), płynący pod balastem z Thames Haven do Cardiff, który 19 kwietnia został uszkodzony po wejściu na minę w estuarium Tamizy (nikt nie zginął).
1 maja 1917 roku nastąpiła zmiana dowódcy okrętu – Werner von Zerboni di Sposetti został zastąpiony przez por. mar. Wernera Löwe. W międzyczasie, 12 maja na minę postawioną w trakcie wcześniejszych misji w estuarium Tamizy wszedł brytyjski parowiec „Waterville” (1968 BRT), płynący z ładunkiem koksu z Dunston do Hawru, który uratowano osadzając na mieliźnie (bez ofiar śmiertelnych). 7 czerwca podobny los spotkał pomocniczy trałowiec HMS „Mercury” (378 ts), który doznał uszkodzeń na pozycji 51°54′N 1°41′E/51,900000 1,683333 (zginęło 2 ludzi). Ocalał również zbudowany w 1891 roku norweski parowiec „Roald Amundsen” (4390 BRT), płynący pod balastem z Londynu do Filadelfii, który 16 czerwca po wejściu na minę na pozycji 51°29′N 1°23′E/51,483333 1,383333 osadzono na mieliźnie, a następnie naprawiono (śmierć poniosło 3 marynarzy). Dwa dni później UC-6 osiągnął ostatni w swojej wojennej działalności sukces, kiedy to na pozycji 51°29′N 1°23′E/51,483333 1,383333 na minę wszedł i zatonął bez strat w załodze duński parowiec „Dorte Jensen” (2086 BRT), transportujący węgiel z Tyne do Rouen.
2 września 1917 roku nowym dowódcą okrętu został por. mar. Gottfried Reichenbach.
27 września 1917 roku okręt zatonął wraz z całą załogą, prawdopodobnie po wejściu na minę na północny wschód od North Foreland, na pozycji 51°30′N 1°34′E/51,500000 1,566667. Inne opracowania podają, że UC-6 został zbombardowany i zatopiony przez brytyjskie wodnosamoloty.

## Wrak okrętu
Wrak okrętu został odkryty przez członków klubu płetwonurków z Canterbury w 2005 roku, jednak nie było wiadomo, czy nie jest to UC-21, również zatopiony w tej okolicy. W roku 2014 został zbadany przez brytyjskich archeologów, którzy potwierdzili, że jest to UC-6.

## Lista załogi
Lista załogi w ostatnim rejsie (zginęło łącznie 16 osób):
por. mar. Gottfried Reichenbach – kapitan;

st. mat maszynista Binz;
 
palacz Brase;
 
st. mat maszynista Bruckner;

st. mar. Detloff;
 
st. mat maszynista rez. Gorke;
 
st. mat Jepsen;
 
st. palacz Kraft;

aspirant-maszynista Kunkel;
 
? Lange;

mat maszynista Lehmann;

mar. Nabrotzki;
 
aspirant-maszynista Nachtigal;

mar. Schubert;
 
mar. Schwarz;

sternik Wunderlich.